# CSKA Moskwa (szachy)
CSKA Moskwa – rosyjski klub szachowy z Moskwy, trzykrotny triumfator Pucharu Europy.

## Historia
W sezonie 1985/1986 klub zadebiutował w Pucharze Europy. Radziecki zespół dotarł wówczas do finału, pokonując Bayern Monachium, Matinkylän SK, SV Eindhoven i SK Anderlecht. W finale przeciwnikiem CSKA był Trud Moskwa. Mecz ten zakończył się zwycięstwem CSKA 8,5:3,5. W sezonie 1987/1988 zespół ponownie występował w Pucharze Europy. W kwalifikacjach pokonano Oslo SS i Bayern Monachium. Moskiewski klub wygrał fazę finałową, wyprzedzając Budapesti Honvéd SE, Volmac Rotterdam i Solinger SG 1868. W sezonie 1989/1990 Pucharu Europy CSKA Moskwa pokonał kolejno Glasgow Polytechnic Chess Club, Lokomotiw Moskwa, Wektor Nowosybirsk i Tigran Petrosjan Moskwa. W finale CSKA zremisował 9:9 z Solinger SG 1868, co oznaczało podział trofeum między dwa kluby. Ponadto w 1990 roku klub jedyny raz wystąpił w klubowych mistrzostwach ZSRR. W pierwszej grupie kwalifikacyjnej CSKA zajął piąte miejsce, awansując do finału B. Zespół wygrał finał B, kończąc krajowe rozgrywki sezonu 1990 na dziewiątym miejscu.
Mimo zgłoszenia do Pucharu Europy w sezonie 1991/1992 CSKA nie przystąpił do rozgrywek. Zespół wziął natomiast udział w inauguracyjnym sezonie rosyjskiej Priemjer-Ligi w 1992 roku. Klub zajął wówczas trzecie miejsce, ulegając drużynie Petersburga oraz Chordzie Czelabińsk. W 1993 roku zespół ponownie zrezygnował z udziału w Pucharze Europy. W sezonie 1994 CSKA ponownie zajął trzecie miejsce w Priemjer-Lidze, za Kadyrem Ufa i Wektorem Nowosybirsk. W 1995 roku moskiewski klub był czwarty w lidze. Rywalizował także w Pucharze Europy. W fazie grupowej (gr. 4) klub wygrał z Merkurem Graz, ale przegrał z Erywaniem i Jedinstvem Stara Pazova, zajmując czwartą pozycję i nie awansując do rundy finałowej. Po 1995 roku CSKA Moskwa nie uczestniczył w żadnych rozgrywkach.

## Zawodnicy
Szachistami CSKA Moskwa byli m.in. Konstantin Asiejew, Władimir Bielikow, Aleksandr Chalifman, Andriej Charitonow, Walerij Czechow, Rustem Dautow, Aleksiej Driejew, Jefim Geller, Wasyl Iwanczuk, Igor Jagupow, Aleksiej Jermolinski, Leonid Jurtajew, Artur Jusupow, Siergiej Kaliniczew, Anatolij Karpow, Andrej Kawalou, Siergiej Kisielow, Symbat Lyputian, Siergiej Makaryczew, Wołodymyr Małaniuk, Wiktor Moskalenko, Jewgienij Pigusow, Stanisław Sawczenko, Wołodymyr Tukmakow, Jewgienij Wasiukow, Jewgienij Władimirow i Aleksiej Wyżmanawin.